# Dorna-Arini
Dorna-Arini é uma comuna romena localizada no distrito de Suceava, na região de Bucovina. A comuna possui uma área de 147.06 km² e sua população era de 3013 habitantes segundo o censo de 2007.